# Егорова, Наталья Евгеньевна
Ната́лья Евге́ньевна Его́рова (род. 1946 г.) — советский и российский экономист, доктор экономических наук (1990), профессор (1994). 
Основные направления исследований: теоретические и прикладные вопросы разработки имитационных систем, позволяющих проводить компьютерные эксперименты с использованием эвристических процедур и динамических моделей экономических объектов и получать множество вариантов их развития. С использованием имитационных систем исследованы задачи взаимодействия микро- и мезо- экономических объектов, в том числе — согласования экономических интересов и устойчивости их функционирования.

## Биография
Окончила Новосибирский государственный университет (1970) и аспирантуру (1973) Института экономики и организации промышленного производства СО АН СССР с защитой кандидатской диссертации «Вопросы моделирования плановой деятельности промышленного предприятия».
В период 1974—1977 гг. работала в организациях Сибирского отделения АН СССР (ИЭиОПП), Новосибирском госуниверситете, а также в НИИ Систем Минприбора.
С 1977 года живёт и работает в г. Москве в ЦЭМИ и ИСЭПН РАН. С 1978 года постоянно работает в ЦЭМИ РАН (с 1998 года в должности главного научного сотрудника). В 1989 году защитила докторскую диссертацию «Использование имитационных систем в задачах согласования плановых решений».
Подготовила более 20 докторов и кандидатов наук, опубликовала свыше 400 научных работ, в том числе 20 монографий. Публикуется в ведущих российских научных журналах «Экономика и математические методы», «Экономический журнал Высшей школы экономики», «Прикладная эконометрика». Один из основных соавторов аналитического справочника «Стратегии бизнеса» (под общей редакцией Г. Б. Клейнера). Н. Е. Егоровой разработан курс лекций по имитационному моделированию для студентов магистратуры, читавшийся автором в качестве приглашенного профессора на экономическом факультете МГУ им. М.В.Ломоносова.
Является членом редакционных советов двух журналов перечня ВАК («Экономика и предпринимательство» и «Региональная экономика и управление»); двух диссертационных советов и Ученого совета ЦЭМИ РАН, принимала участие в работе Экспертного совета ВАК. Лауреат премии международного научного фонда им. Н. П. Федоренко «За выдающийся вклад в развитие экономической науки в России» (2022).

## Научные результаты
Область научных интересов — имитационное моделирование экономических объектов и систем. Одной из первых работ этого направления является динамическая имитационная модель промышленного предприятия[1]. Модель основана на кибернетическом подходе и содержит положительную обратную связь, являющуюся источником саморазвития системы, что позволяет на основе системы рекуррентных соотношений формировать лучшие варианты динамической стратегии развития предприятия, , а затем с помощью ЛПР определить приемлемый вариант развития в зависимости от выбранных управляющих параметров и параметров внешней среды, которые входят в состав модели,. Модель впервые применена на угольной шахте Кузбасса (им. 7 ноября)[2][3]в 1972 г.
Разработан имитационно-оптимизационный подход к моделированию предприятий и отраслей экономики, основанный на синтезе методологии имитационного и оптимизационного моделирования. Результаты, развивающие теорию и инструментарий имитационного моделирования, состоят в следующем.
Разработана схема информационного обмена между базовой имитационной моделью промышленного предприятия и моделью оптимизации выпуска номенклатуры изделий[4][5][6].Это позволило впервые реализовать этот подход на многономенклатурном предприятии — Новосибирском машиностроительном заводе (Сибсельмаш) и сформирован проект пятилетнего плана его развития (1972—1973 гг.).
Разработана имитационная система с включением оптимизационных блоков для формирования 5-летнего плана развития судостроительной отрасли[7][8]. Показано преимущество этой системы перед альтернативным вариантом применения оптимизационной модели в виде NP-сложной задачи календарного планирования[9][10]. Работа осуществлялась в течение ряда лет на контрактной основе и была передана в «ЦНИИ-АГАТ» (1980—1985 гг.).
Создана имитационная система функционирования кредитного банка, ориентированного на кредитование промышленности, включающая в себя блок оптимизации кредитного портфеля. Система реализована в деятельности кредитного отделения Сбербанка РФ (2000—2003 гг.) [11].
Доказана серия утверждений и разработан ряд итеративных алгоритмов, обеспечивающих получение компромиссных решений в многоуровневых экономических системах. Методологической основой анализа послужила оптимизационная модель с наличием идеальной точки (модель А. Вержбицкого), дополненная комплексом эвристических процедур, обеспечивающих движение к компромиссу, а также условием подвижности Паретовской границы, что обеспечивалось имитационными расчётами, отображающими функционирование нижнего звена системы (1985 г.)[12][13].
С 1990 г. по н/в исследования в значительной степени концентрировались на анализе сектора малого бизнеса.
Проведен системный анализ малого предпринимательства, осуществлена типологизация малых фирм, выявлена особенность российской модели малого бизнеса[14][15][16], одной из черт которой является часто присутствующий в ней экономический симбиоз крупных и малых производств, исследованы как стимулирующие, так и дестимулирующие факторы, влияющие на процессы кредитования малых предприятий[17]. Получены следующие результаты.
Разработана модификация имитационной модели малого предприятия с наличием институциональных ограничений, действующих в малом бизнесе[18].
Сформулированы критерии устойчивого развития малой фирмы, которые включают условие на рост объёмов производства до институционной границы и уровня попадания ключевых показателей в эталонную область; в случае неопределенности ситуации предполагалось использование имитационной модели малой фирмы[19][20].
Получено условие выбора предпочтительной для малой фирмы системы налогообложения: общей упрощенной или патентной в зависимости от таких параметров как трудоёмкость, материалоемкость, фондоёмкость. Эта задача актуальна не только для стартапов, но и при смене рыночной ниши[21].
Разработана и реализована на примере малого предприятия «Термика», функционирующего на секторе информационно-коммуникационных услуг, модель инновационно ориентированной малой фирмы, включающая в себя производственную функцию знаний типа Грилихеса-Пейкса и устанавливающая связь между заработной платой и количеством ППП, выпускаемых фирмой[19][22].
Полученные результаты исследований в области имитационного моделирования содействовали развитию таких смежных научных направлений как теория принятия решений, агент-ориентированное моделирование, искусственный интеллект.
Источники к разделу «Научные результаты»
1. Егорова Н. Е. Моделирование динамики промышленного предприятия в условиях хозяйственной реформы. Новосибирск, НГУ, Материалы 8-й юбилейной научной конференции, 1970.
2. Егорова Н. Е. О применении динамических моделей в планировании промышленного производства (на примере угольной шахты Кузбасса). Новосибирск. Сб. Математический анализ экономических моделей, ч. 3, 1973.
3. Багриновский К. А., Егорова Н. Е. Расчет вариантов развития хозрасчетного предприятия.// Экономика и математические методы, 1973, Т. IX, вып.4.
4. Егорова Н. Е. Экономико-математический анализ некоторых аспектов управления предприятием. Новосибирск, Сб. Вопросы анализа сложных систем, 1974.
5. Багриновский К. А., Егорова Н. Е. Имитационные системы в планировании экономических объектов. М.: Наука, 1980.
6. Егорова Н. Е. Вопросы взаимодействия имитационных и оптимизационных моделей. Сб. Экономический анализ моделей экономического взаимодействия, Новосибирск, Наука, 1981
7. Егорова Н. Е. Вопросы согласования плановых решений с использованием имитационных систем. М.: Наука, 1987.
8. Егорова Н. Е., Логвинец В. В., Горячева М. В. Имитационная система формирования пятилетнего плана отрасли — центральное звено имитационного комплекса моделей согласования отраслевых плановых решений. М.: ЦЭМИ, Препринт, 1987.
9. Егорова Н. Е. Применение имитационных методов в задачах календарного планирования. Сб. Моделирование процессов оптимального управления в производственных объединениях, М.: ЦЭМИ, 1985.
10. Егорова Н. Е. Согласование имитационных моделей производственно-экономических систем с оптимизационными моделями календарного планирования. Сб. Модели и методы оптимизации, Новосибирск, Наука, 1987.
11. Егорова Н. Е., Смулов А. М. Банки и предприятия: экономический анализ и моделирование. И.: Дело, 2003.
12. Егорова Н. Е. Применение принципа экономической компенсации в задачах межуровнего согласования решений. Сб. Проблемы компьютеризации процессов разработки эффективных плановых решений, М.: ЦЭМИ , 1989.
13. Егорова Н. Е. Применение эвристических процедур в задачах многоуровневого управления, // Экономика и математические методы, 2017, Т. 53, № 2.
14. Егорова Н. Е., Майн Е. Р. Малый бизнес в России: экономический анализ и моделирование. М.: ЦЭМИ РАН, ИСЭПН РАН, 1997.
15. Егорова Н. Е. Королева Е. А., Торжевский К. А. Анализ качественной структуры малого бизнеса, основные категории малых предприятий, их функции и особенности стратегий развития. // Экономика и предпринимательство, 2020, № 9(122).
16. Егорова Н. Е. Особенности российского малого бизнеса и последствия пандемии COVID-19. // Вестник РГГУ, 2021, № 1.
17. Егорова Н. Е., Королева Е. А., Смулов А. М. Трансформация модели взаимодействия малых промышленных предприятий и банков на основе повышения уровня доверия. М.: ЦЭМИ РАН, 2021.
18. Егорова Н. Е., Ахметшин А. Ф. Адаптация имитационной модели предприятия для анализа хозяйственной деятельности малых фирм. Политематический сетевой электронный научный журнал КубГАУ, 2017, № 131.
19. Егорова Н. Е., Ахметшин А. Ф. Имитационные модели устойчивого развития малых предприятий. М.: ЦЭМИ РАН, 2019.
20. Егорова Н. Е. Модели и методы анализа устойчивого развития малых предприятий. // Экономика и математические методы, 2020, Т. 56, № 3.
21. Егорова Н. Е. Модели и методы экспресс-анализа при выборе схем налогообложения в малом бизнесе // Экономика и математические методы, 2008, Т. 44, № 2.
22. Егорова Н. Е., Алиев Д. Ф., Торжевский К. А. Производственные функции знаний в русле эволюции теории производственных функций. // Экономика и предпринимательство, 2017, Т. 11,№ 2-2.

## Основные публикации
1. Багриновский К. А., Егорова Н. Е. Имитационные системы в планировании экономических объектов / М., Наука. 1980. 12,6 п.л.
2. Багриновский К. А., Егорова Н. Е., Радченко В. В. Имитационные модели в народнохозяйственном планировании / М., Экономика. 1980. 10,6 п.л.
3. Егорова Н. Е. Вопросы согласования плановых решений с использованием имитационных систем / М., Наука. 1987. 10,0 п.л.
4. Егорова Н. Е., Майн Е. Р. Малый бизнес в России: экономический анализ и моделирование / М., ЦЭМИ РАН, ИСЭПН РАН. 1997. 9,0 п.л.
5. Егорова Н. Е., Мудунов А. С. Модели и методы прогнозирования деятельности объектов сферы услуг / М., Экзамен. 2001. 10,0 п.л.
6. Егорова Н. Е., Смулов А. М. Предприятия и банки: взаимодействие, экономический анализ и моделирование / М., Дело, 2002. 20,0 п.л.
7. Егорова Н. Е., Маренный М. А. Малые предприятия: предпринимательские стратегии и кооперация / М., Спутник+. 2004. 12,5 п.л.
8. Егорова Н. Е., Котляр Э. А. Организационно-экономические основы эффективного взаимодействия российских предприятий, финансовых институтов и органов регионального управления / М., Прометей. 2005. 23,5 п.л.
9. Егорова Н. Е., Цыганов М. А. Сделки слияния и поглощения: согласование экономических интересов интегрирующихся компаний / М.: ПолиПринтСервис. 2011. 11,5 п.л.
10. Ахметшин А. Ф., Егорова Н. Е. Имитационные модели устойчивого развития малых предприятий. / М.: ЦЭМИ РАН, 2019. 10 п.л.
11. Егорова Н. Е., Королёва Е. А., Смулов А. М. Трансформация модели взаимодействия малых промышленных предприятий и банков на основе повышения уровня доверия /М.: ЦЭМИ РАН. 2021. 10 п.л.
12. Егорова Н. Е. Моделирование деятельности малого предприятия, функционирующего в экономическом симбиозе с крупным промышленным объектом // Экономика и математические методы. 1999. Вып. 2.
13. Егорова Н. Е., Мудунов А. С. Моделирование спроса на продукцию сферы услуг (вопросы методологии и практического применения) // Экономика и математические методы. 2002. Вып. 2.
14. Егорова Н. Е., Хромов И. Е. Модели обоснования решений при выборе схемы налогообложения малого предприятия // Прикладная эконометрика. 2008. № 1.
15. Багриновский К. А., Егорова Н. Е. Особенности и методы решения задач согласования экономических интересов предприятий в сделках M&A // Экономика и математические методы. 2009. Вып. 2.
16. Бахтизин А. Р., Егорова Н. Е., Сюань Я. Статистический анализ факторов развития малого бизнеса (на примере Китая) // Прикладная эконометрика. 2009. № 3.
17. Егорова Н. Е. Применение эвристических процедур в задачах многоуровневого управления // Экономика и математические методы. 2017. Вып. 2.
18. Егорова Н. Е. Модели и методы анализа устойчивого развития малых предприятий // Экономика и математические методы. 2020. Вып. 3.
19. Егорова Н. Е., Королёва Е. А. Кредитование субъектов российского малого бизнеса: трансформация традиционной банковской модели в партнерскую // Экономический журнал Высшей школы экономики. 2020. № 2.
20. Бахтизин А. Р., Егорова Н. Е., Торжевский К. А. Прогнозирование фондовых рынков с использованием экономико-математических моделей / М.: URSS. 2021. 20 п.л.